# Pasha Parfeny
Pasha Parfeny, właśc. Pavel Parfeni (ur. 30 maja 1986 w Orgiejowie) – mołdawski piosenkarz i kompozytor. Dwukrotny reprezentant Mołdawii w Konkursie Piosenki Eurowizji (2012 i 2023).

## Życiorys
Jest synem nauczycielki gry na fortepianie oraz piosenkarza i gitarzysty. 
W wieku siedmiu lat rozpoczął naukę gry na fortepianie w szkole muzycznej. W 2002 rozpoczął naukę śpiewu w Tiraspol Music College, następnie od 2006 rozwijał się w kierunku kompozytorskim w Państwowej Wyższej Szkole Muzyki, Teatru i Sztuk Pięknych.
W 2003 otrzymał Grand Prix konkursu Voices Of Transnistria. W 2007 otrzymał pierwszą nagrodę na bułgarskich festiwalach Duet of the Year i Silver Lantrei. W latach 2008–2009 był wokalistą zespołu SunStroke Project, z którym nagrał m.in. single „In Your Eyes”, „Summer” i „No Crime” i brał udział w krajowych eliminacjach do 54. Konkursu Piosenki Eurowizji w 2009. Jesienią 2010 odszedł z zespołu i rozpoczął karierę solową.
W 2009 otrzymał główną nagrodę na Międzynarodowym Festiwalu Muzyki im. George’a Grigoriu oraz na festiwalu Mamaia Contest. W lutym 2010 z utworem „You Should Like” zajął drugie miejsce w programie O melodie pentru Europa 2010. W maju 2012, reprezentując Mołdawię z utworem „Lăutar”, zajął 11. miejsce w finale 57. Konkursu Piosenki Eurowizji w Baku. W następnym roku wystąpił na Eurowizji jako kompozytor utworu „O mie”, z którym Aliona Moon zajęła 11. miejsce w finale 58. Konkursu Piosenki Eurowizji w Malmö. W maju 2023, reprezentując Mołdawię z utworem „Soarele și luna”, wystąpił w 67. Konkursie Piosenki Eurowizji w Liverpoolu, 9 maja wystąpił jako dziewiąty w kolejności w pierwszym półfinale konkursu i z piątego miejsca zakwalifikował się do finału, który został rozegrany 13 maja. Zajął w nim 18. miejsce po zdobyciu 96 punktów, w tym 76 pkt od telewidzów (9. miejsce) i 20 pkt od jurorów (20. miejsce).